# Нижняя Сунь
Нижняя Сунь — село в Мамадышском районе Татарстана. Административный центр Нижнесуньского сельского поселения.

## География
Находится в центральной части Татарстана на расстоянии приблизительно 29 км на запад по прямой от районного центра города Мамадыш вблизи автомобильной дороги Казань-Уфа.

## История
Известно с 1680 года. В начале XX века уже было 2 мечети.
В «Списке населенных мест по сведениям 1859 года», изданном в 1866 году, населённый пункт упомянут как казённая деревня Нижние Суни 2-го стана Мамадышского уезда Казанской губернии. Располагалась при речке Сунке, на 2-м Чистопольском торговом тракте, в 35 верстах от уездного города Мамадыша и в 19 верстах от становой квартиры в казённой деревне Ахманова (Ишкеево). В деревне, в 156 дворах жили 1089 человек (508 мужчин и 581 женщина), была мечеть.

## Население
Постоянных жителей было: в 1782 году — 122 души мужского пола, в 1859—1049, в 1897—1440, в 1908—1755, в 1920—1665, в 1926—1553, в 1938—1246, в 1949—970, в 1958—1074, в 1970—765, в 1979—725, в 1989—633, в 2002 году 560 (татары 99 %), в 2010 году 494.